# Apple Martini

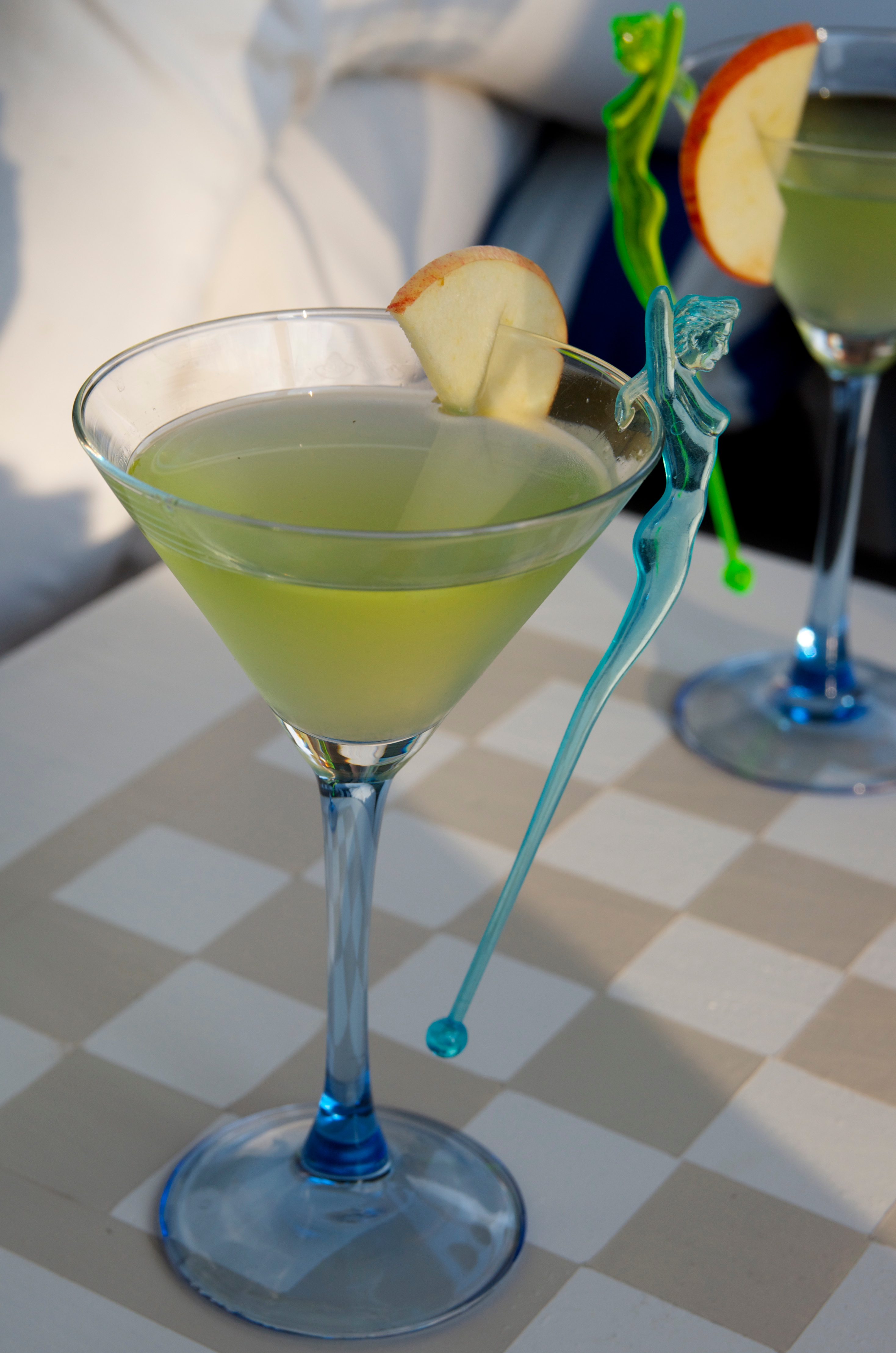
Ein Apple Martini (Appletini) im typischen Martiniglas, das für viele Frucht-„Martinis“ namensgebend wurde.

Der Apple Martini, auch bekannt als Appletini, ist ein Cocktail mit Apfelgeschmack. Er wurde in den 1990er Jahren populär, als neben dem Cosmopolitan zahlreiche fruchtige Shortdrinks in Mode kamen, von denen viele das Wort „Martini“ im Namen trugen. Wie ihr Vorbild, der klassische Martini Cocktail, werden sie zwar in einer Martinischale (auch „Cocktailspitz“, engl. Y-shaped glass) serviert, haben aber geschmacklich und bezüglich der Zutaten kaum Gemeinsamkeiten mit einem echten Martini; der Autor Jason Wilson nennt sie daher „faux tini drinks“ (deutsch etwa „Falsch-tinis“). Die alkoholische Basis dieser Frucht-„Martinis“ ist meist Wodka, der mit Likören, Fruchtsaft und Sirup aromatisiert wird.

## Rezepte und Varianten
Zeitweise gehörte der Apple Martini zu den „offiziellen Cocktails“ der International Bartenders Association, kurz IBA. Das IBA-Rezept wurde aus  4 cl Wodka und jeweils 1,5 cl Apfellikör und Triple Sec (Cointreau) zubereitet, auf Eis geschüttelt, ohne Eis in einem Martinikelch serviert und mit einer Apfelscheibe garniert. Ende 2011 wurden die offiziellen IBA-Cocktails überarbeitet und der Apple Martini von der Liste gestrichen.
Neben der früheren IBA-Rezeptur kursieren unzählige weitere Rezepturen und Varianten. Die meisten basieren auf Wodka als alkoholischer Basis, selten wird Gin verwendet. Für den Apfelgeschmack sorgen meist Liköre mit Apfelgeschmack (engl. Apple schnapps liqueur) wie Sour Apple Pucker (De Kuyper) oder Berentzen Saurer Apfel, in der einfachsten Kombination werden sie nur mit Wodka gemischt. Alternativ oder zusätzlich kann frisch gepresster Apfelsaft, Apfelbrand (engl. Applejack oder apple brandy) oder Calvados verwendet werden. Varianten, die mit Zimt und Vanille aromatisiert sind, werden auch Apple Pie Martini genannt, da sie geschmacklich an Apfelstrudel erinnern. Ein verwandter, klassischer Cocktail mit Apfelgeschmack ist der Applejack Rabbit (auch Jack Rabbit) aus Apple Brandy, Zitronen- und Orangensaft und Ahornsirup aus den 1920er Jahren.

## Kulturelle Bezüge
Der Apple Martini (Appletini) ist das Lieblingsgetränk des Protagonisten John „J.D.“ Dorian in der TV-Serie Scrubs – Die Anfänger, der ihn ironischerweise für einen „Straight-Guy Drink“ (dt.: „Getränk für echte Männer“) hält und ihn „easy on the tini“ („mit wenig (Mar)tini “) bestellt.
Auch Alan Harper und Walden Schmidt aus Two and a Half Men sowie Ted Mosby aus How I Met Your Mother trinken ihn gelegentlich. In der Folge „Happy Hour“ der Serie King of Queens genießt Leah Remini als Carrie Heffernan einige Apple Martinis nach Feierabend.
In der Folge "Haben Sie kein Gottvertrauen, Pater?" aus der Serie Lucifer tritt in den letzten Minuten Eva auf, die bezeichnenderweise einen Appletini bestellt.